# Michele Santoro
Michele Santoro (né le 2 juillet 1951 à Salerne) est un journaliste et animateur de télévision italien.

## Biographie

### Formation et débuts de carrière
Fils de cheminot, il obtient un diplôme de philosophie à l'université de Salerne, où il eut comme intervenant Biagio De Giovanni. Il est, dans sa jeunesse, militant au sein d'un groupe maoïste, l'Union des communistes italiens (marxistes-léninistes) (UCI) ; il commence parallèlement sa carrière journalistique dans le périodique Servire il popolo, publié par la même organisation et qui cesse sa publication en 1975.
Il passe ensuite au bimensuel du PCI de Campanie La Voce della Campania, duquel il devient directeur de mars 1979 pour 9 mois, avant d'en être éloigné pour ses positions hétérodoxes vis-à-vis de la ligne officielle du parti.
Il collabore alors avec L'Unità, Il Mattino et Epoca. Avant d'être embauché à la RAI en 1982, il travaille également à la radio comme animateur de rubriques et auteur de feuilletons radiophoniques (Via le odiate macchine, Radio Uno).

### Carrière télévisuelle
À la télévision, il se rend célèbre grâce à ses émissions Samarcanda, Il rosso e il nero et Temporeale, diffusées alors que l'Italie traverse une période d'ébullition politique (cf. Tangentopoli). En 1996, il quitte la RAI pour passer à Mediaset en tant que directeur de Moby Dick et ensuite Moby's sur Italia 1. Il quitte Mediaset, considérant que le rôle politique persistant de Berlusconi était incompatible avec l'influence de ce dernier en tant que principal entrepreneur des médias du pays.

### Le retour à la télévision
Le 3 novembre 2011 à 21 h, il produit et anime Servizio Pubblico, une émission télévisée diffusée uniquement sur des télévisions locales, sur Sky et en streaming sur Internet. Cette émission obtient 12 % de parts de marché, dépassant les 3 millions de spectateurs. Cette émission est soutenue par Il Fatto Quotidiano, un quotidien indépendant. Deux émetteurs locaux qui retransmettent cette émission sont rendus inutilisables à la veille des 2e et 3e émissions.